# Afgeknotte octaëder
Een afgeknotte octaëder is een archimedisch lichaam. Het lichaam ontstaat door bij een regelmatig achtvlak de hoekpunten zodanig af te knotten dat de ribben ervan even lang zijn. De afgeknotte octaëder kan zonder ruimteverlies worden gestapeld. Chemisch zuivere eenkristallen, of monokristallen, van magnetiet, in de vorm van afgeknotte afgeknotte octaëders, gekristalliseerd in het kubische kristalstelsel, werden op de meteoor ALH 84001 aangetroffen, die van de planeet Mars afkomstig was.

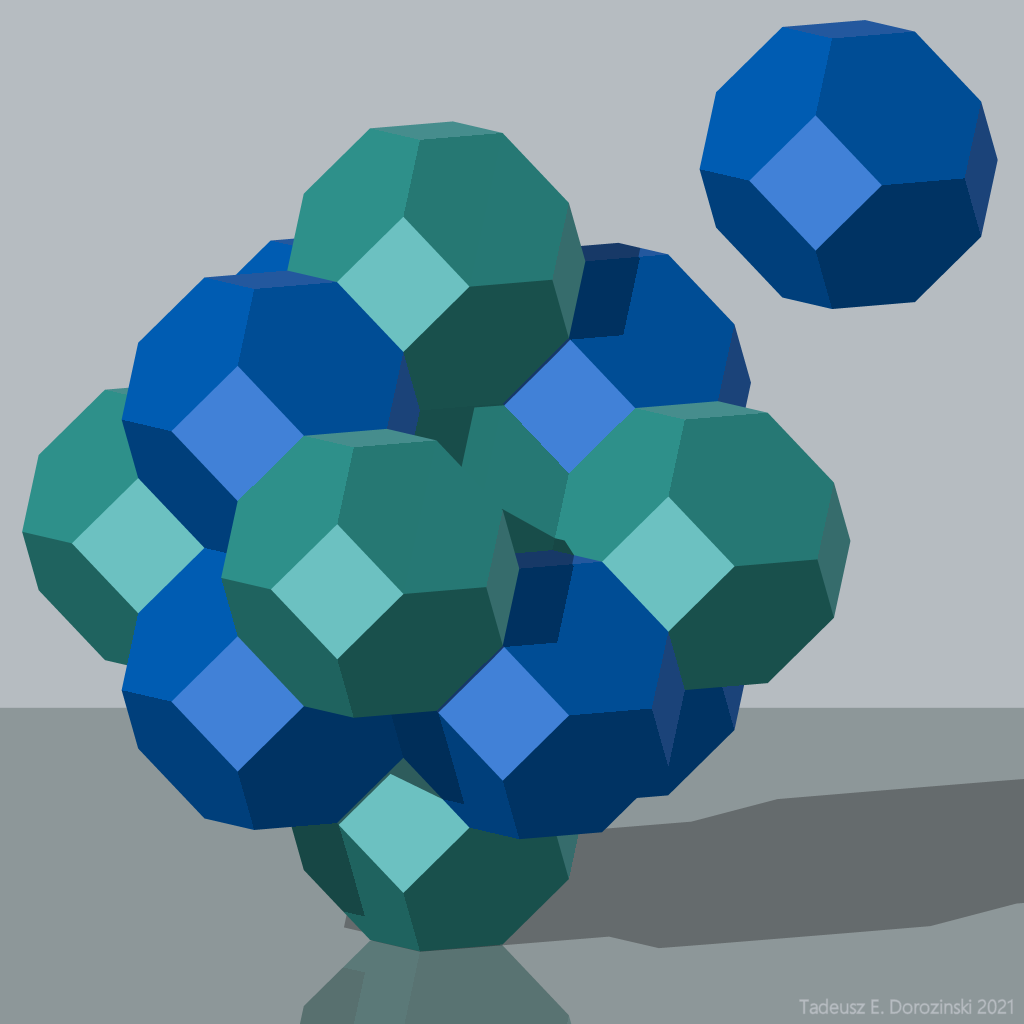
ruimtevulling met afgeknotte octaëders

De oppervlakte {\displaystyle A} en inhoud {\displaystyle V} van een afgeknotte octaëder waarbij {\displaystyle r} de lengte van een ribbe is:
{\displaystyle A=6\left(1+2{\sqrt {3\ }}v\right)~r^{2}\approx 26{,}7846~r^{2}}
{\displaystyle V=8{\sqrt {2\ }}~r^{3}\approx 11{,}3137~r^{3}}